# Borstö
Borstö är en by och en ö i Skärgårdshavet i Nagu. Ön ligger i Pargas stad i landskapet Egentliga Finland. Borstö hade två mantalsskrivna invånare år 2011. Ön trafikeras av förbindelsebåten Y/A Falkö från Kirjais söder om Nagu Lillandet.

## Geografi
Borstö ligger mellan Vänö och Jurmo, sydost om Nötö, omkring 67 kilometer söder om Åbo och omkring 170 kilometer väster om Helsingfors. Öns area är 47,2 hektar och dess största längd är 1,1 kilometer i nord-sydlig riktning.

## Historia

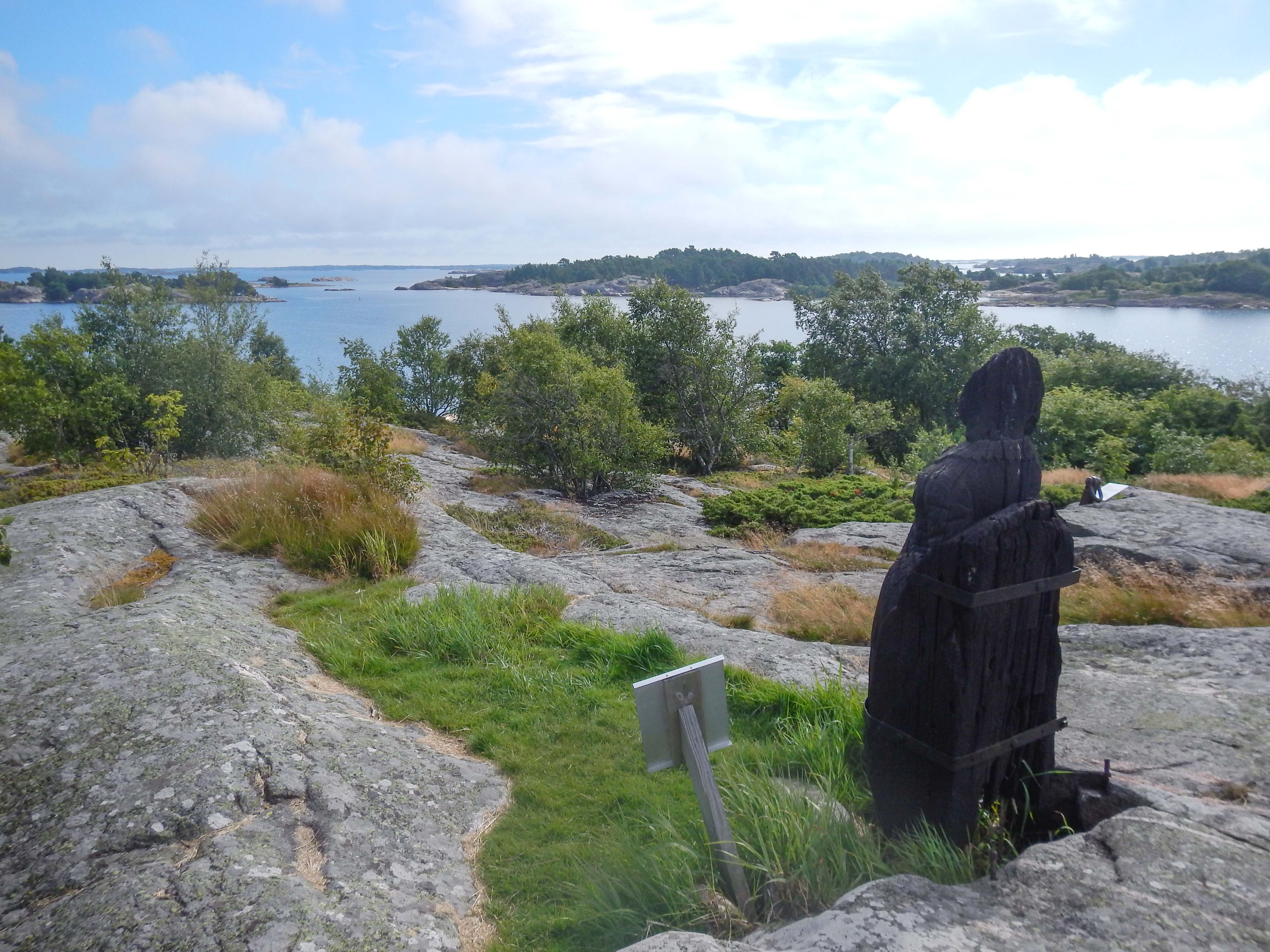
Borstögumman blickar mot sydost

Husgrunderna norr om Norrgård beräknas vara minst femhundra år gamla, men den första kända bonden på Borstö flyttade till ön från Trunsö på 1740-talet. Som mest, efter 1956, fanns fyra gårdar på ön. Under fortsättningskriget befästes ön. Kanonernas fästen kan ännu ses. Den sista bofasta innevånaren Hildur Danielsson avled 2001 och sedan dess saknar Borstö åretruntboende.
I äldre tider var vrakplundring en lönsam bisyssla på Borstö. Här finns ett litet museum med föremål som har med livet på ön att göra samt sådant som bärgats från tremastade galeoten St Mikael som förliste vid ön 1747 och barken Nordstiernan som förliste 1809. En galjonsfigur, Borstögumman, sannolikt från ett krigskepp från 1700-talet, som hittades i isarna på 1800-talet och restes uppe på ön, har blivit en symbol och ett landmärke för ön. Borstögumman är arvtagare till den ännu äldre Borstögubben. Ett populärt skämt var att lägga Borstögubben i någons säng vilket antagligen var skälet till att han eldades upp någon gång på 1920-talet.
Just på grund av vrakplundringen har Bostöborna fått öknamnet ”styggor”.

## Inför havets anlete
Vrakplundring är något som avspeglas i handlingen i Arvid Mörnes bok Inför havets anlete som utspelas på Borstö 1828. Historien är baserad på berättelser av Borstöbon Anders Danielsson. 
Boken har filmatiserats och spelades då in på plats på Borstö med Teuvo Puro som regissör. De tre huvudpersonerna i denna stumfilm var studenten Kristoffer (spelad av Urho Seppälä) som blir förtjust i Henrika (spelad av Heidi Blåfield-Korhonen) som är dottern till öns ende husbonde, och drängen Jaan (spelad av Eero Vepsälä) som även han är förtjust i husbondens dotter. Filmen Inför havets anlete hade premiär 1926 och blev en publiksuccé.

## Bildgalleri

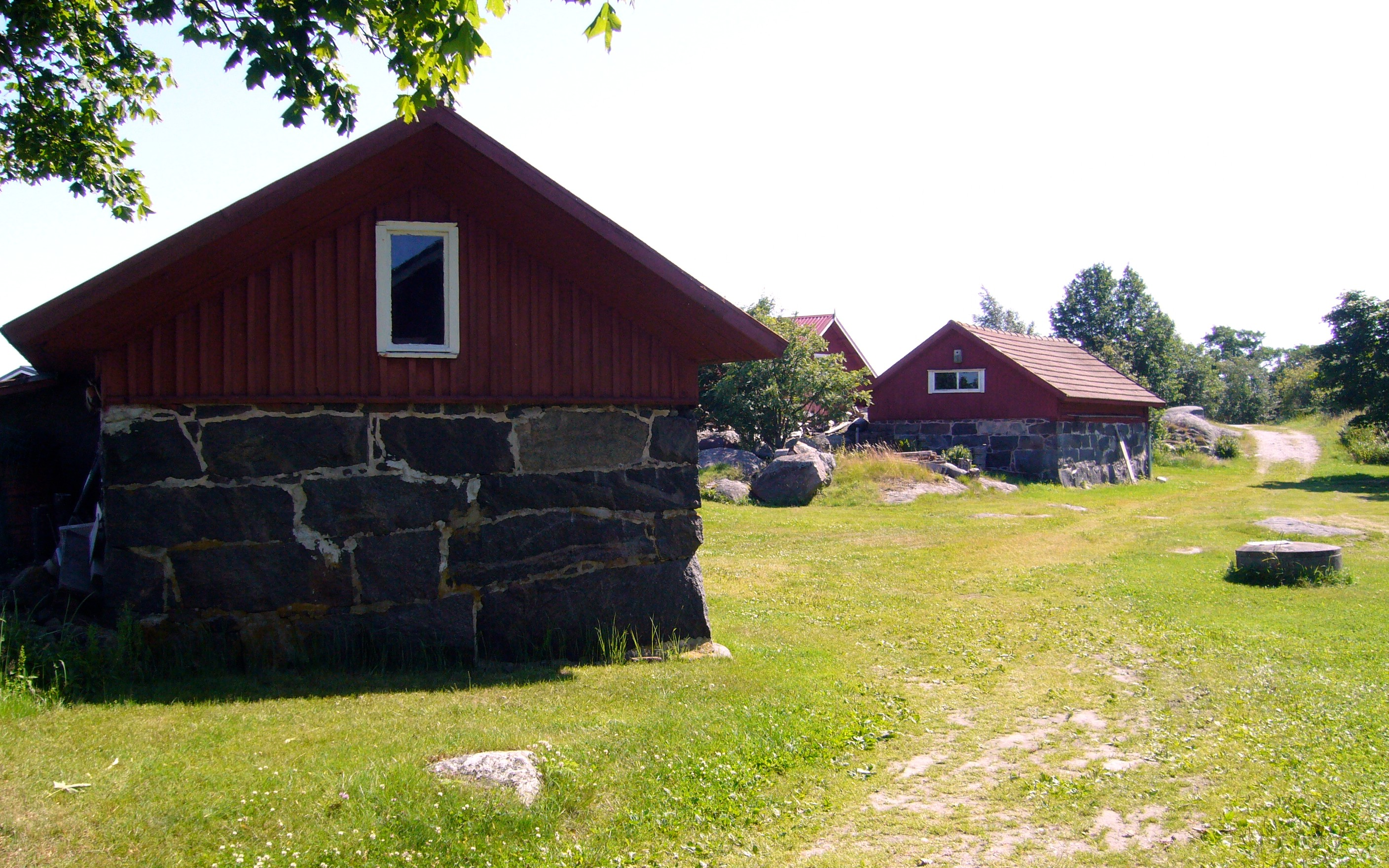
Stugor vid Södergården.
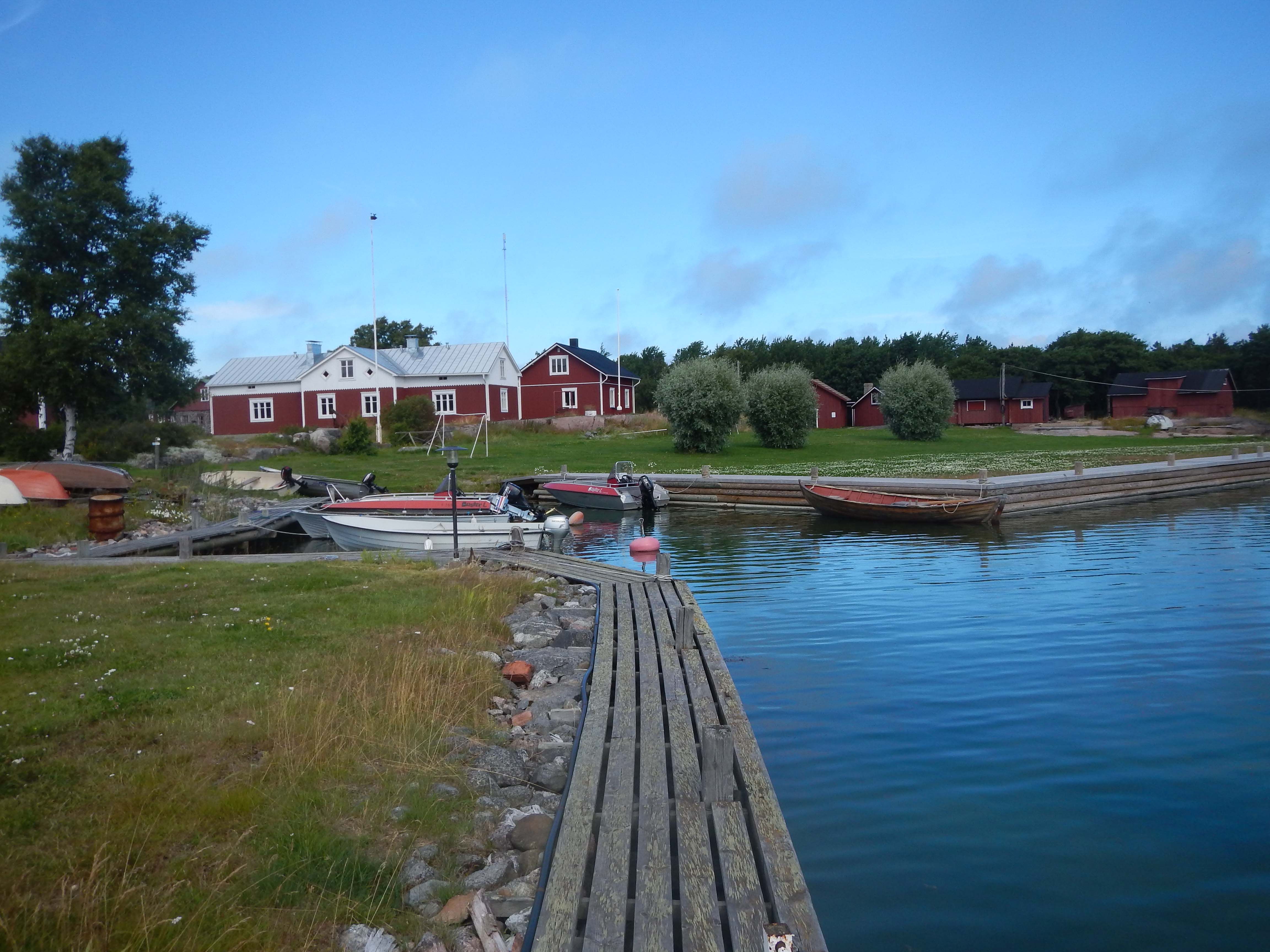
Borstö hamn
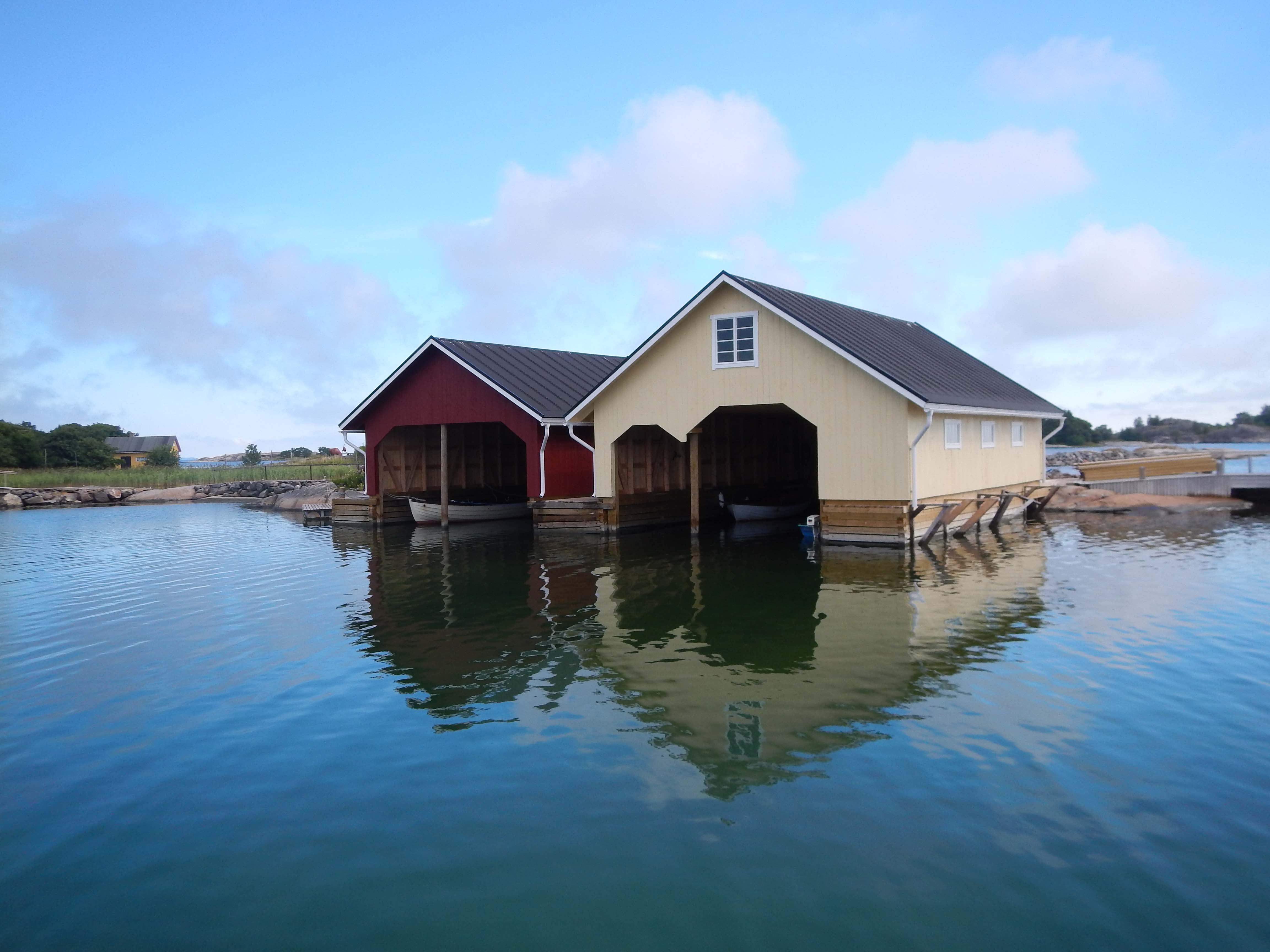
Båthus i Borstö hamn
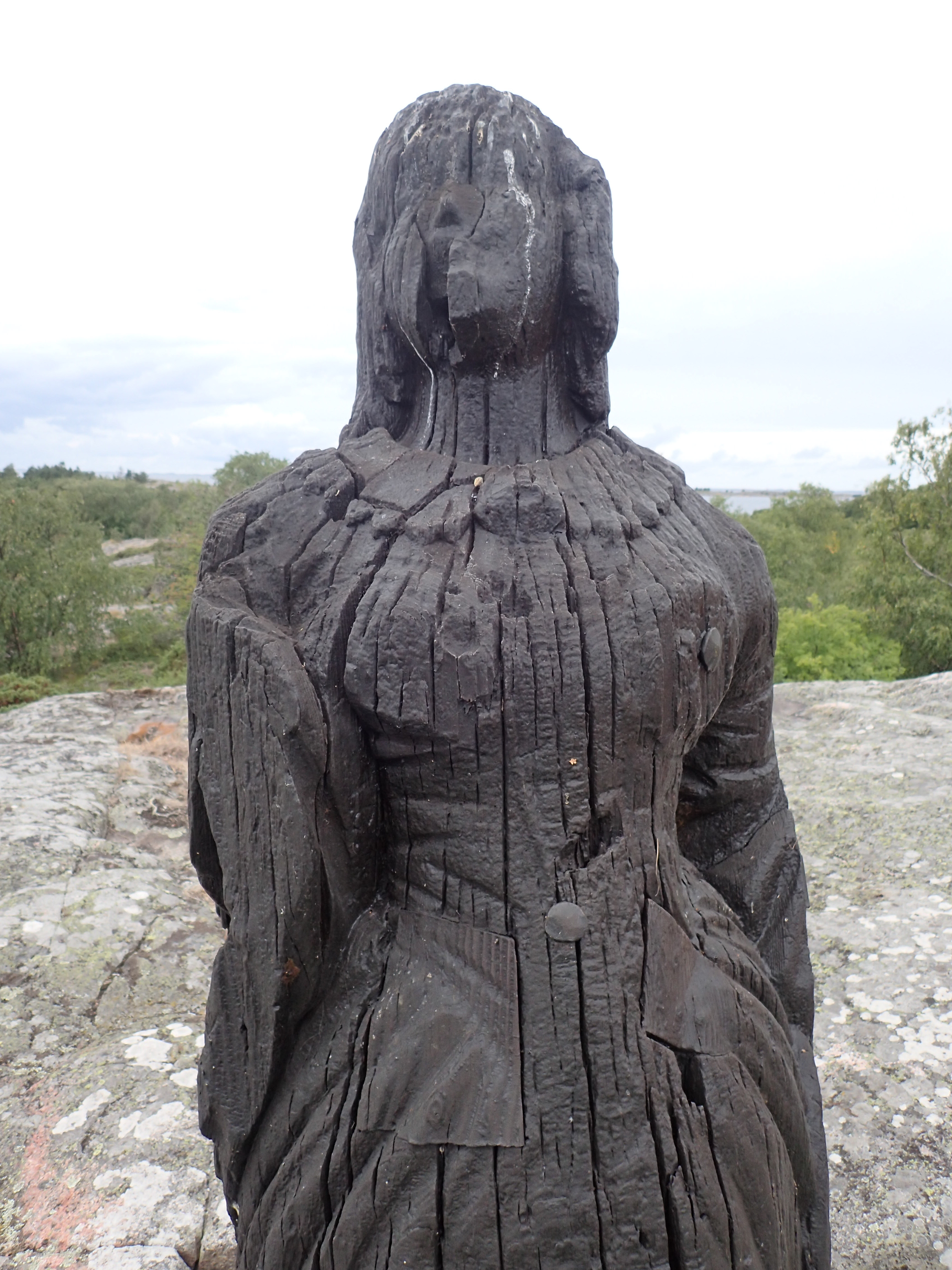
Borstögumman i närbild
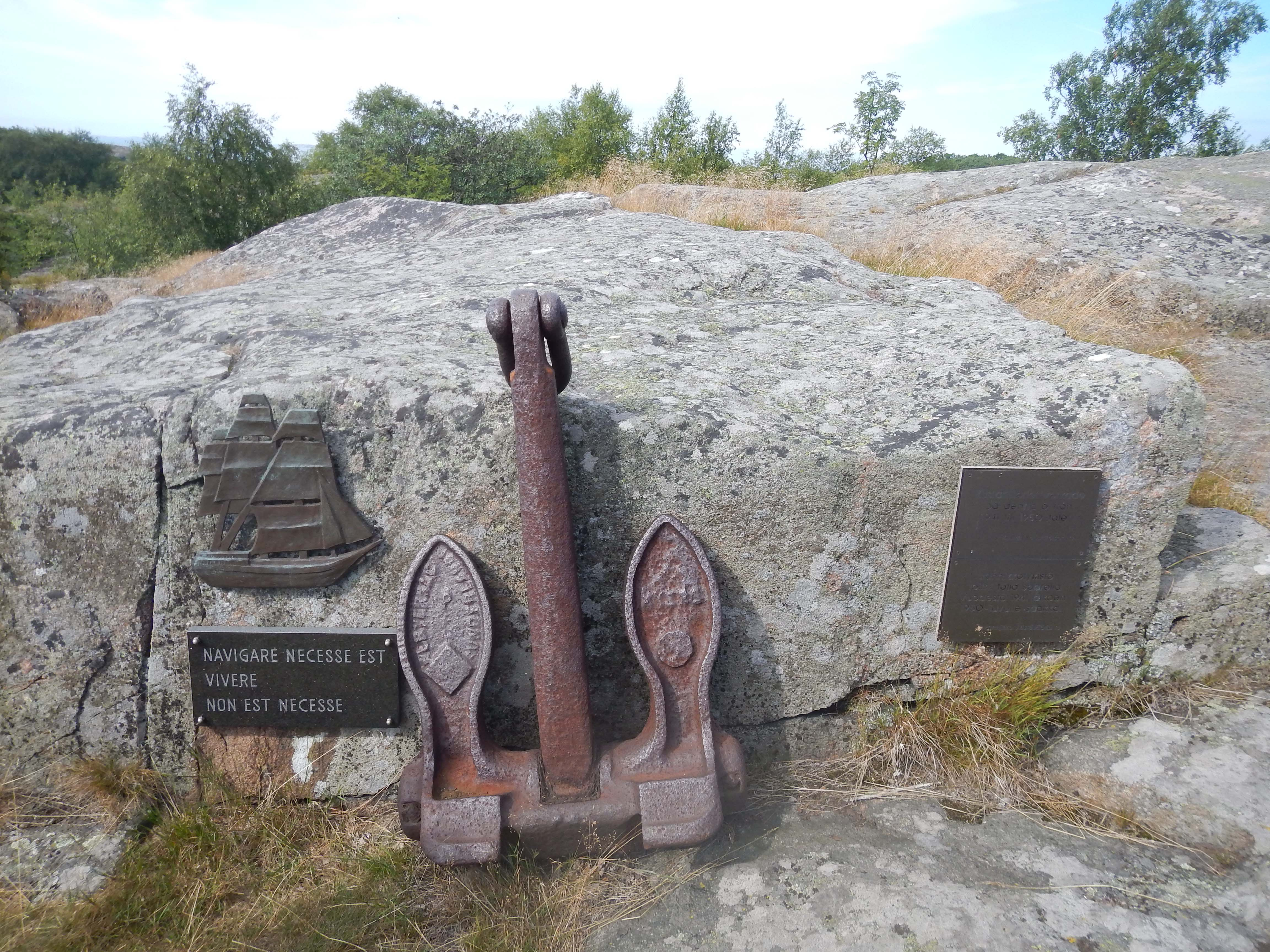
Borstö: Föremål på väg mot Borstögumman